# Вернер VI фон Цимерн
Вернер VI фон Цимерн „Млади“ (на немски: Werner VI von Zimmern, Herr zu Messkirch „der Jüngere“; * 1423; † 24 юни 1483, Мескирх) от род фон Цимерн, е господар на Мескирх. Прадядо е на Фробен Кристоф фон Цимерн (1519 – 1566), авторът на „Цимерската хроника“.

## Биография
Той е син на Йохан III фон Цимерн „Млади“ († 1430) и съпругата му Вероника фон Валдбург, графиня фон Зоненберг († ок. 1443), дъщеря на граф Йохан II фон Валдбург (1345 – 1424). Майка му се омъжва втори път ок. 1432 г. за граф Йоханес (Ханс) фон Рехберг († 1474). Така той е полубрат на Хайнрих фон Рехберг-Шварценберг († 21 март 1503).
Вернер е съветник на Сигизмунд, херцог на Австрия, който го назначава и за управител на Ахалм и Брегенц. Тези и други услуги на къщите на Вюртемберг и Хабсбург донасят още имоти на Вернер, включително Дунавския замък Гутенщайн (през 1455 г.) и градът и имението на Оберндорф край Херенцимерн (през 1460 г.) като Хабсбург залог.
Вернер е и вероятният основател на семейната библиотека на Цимерн. Неговите контакти с литературния кръг в Ротенбург на пфалцграфиня Матилда при Райн, дъщерята на Лудвиг III, курфюрст фон дер Пфалц, основател на библиотеката в Хайделберг, са отразени в ръкописи на ранни писатели-хуманисти от онова време (като Херман фон Заксенхайм и Йоханес Хартлиб) в библиотеката на Цимерн. Библиотеката е доразвита от сина на Вернер Йохан Вернер I.
Вернер VI фон Цимерн умира на 24 юни 1483 г. в Мескирх на 60 години. Той е уредил 1000 меси за почивка на душата му.

## Фамилия
Вернер VI фон Цимерн се жени на 31 март 1444 г. за графиня Анна фон Кирхберг (* вер. 1415; † сл. 1469/ 15 август 1478, Баден), вдовица на граф Йохан II (Ханс) фон Фюрстенберг-Гайзинген († 30 март 1443, убит в турнир във Фюрстенберг), дъщеря на граф Еберхард VI фон Кирхберг († 1440) и Агнес фон Верденберг-Хайлигенберг-Блуденц († 1436). Те имат трима сина:
- Конрад III фон Цимерн († 1445)
- Георг фон Цимерн
- Йохан Вернер I фон Цимерн (* ок. 1454/1455; † 16 октомври 1495, Мюнхен), господар на Цимерн-Мескирх, женен на 24 февруари 1474 г. в Равенсбург за Маргарета фон Йотинген (* 1458; † 24 август 1528); дядо на Фробен Кристоф, авторът на „Цимерската хроника“.